# BAP Almirante Grau (1906)

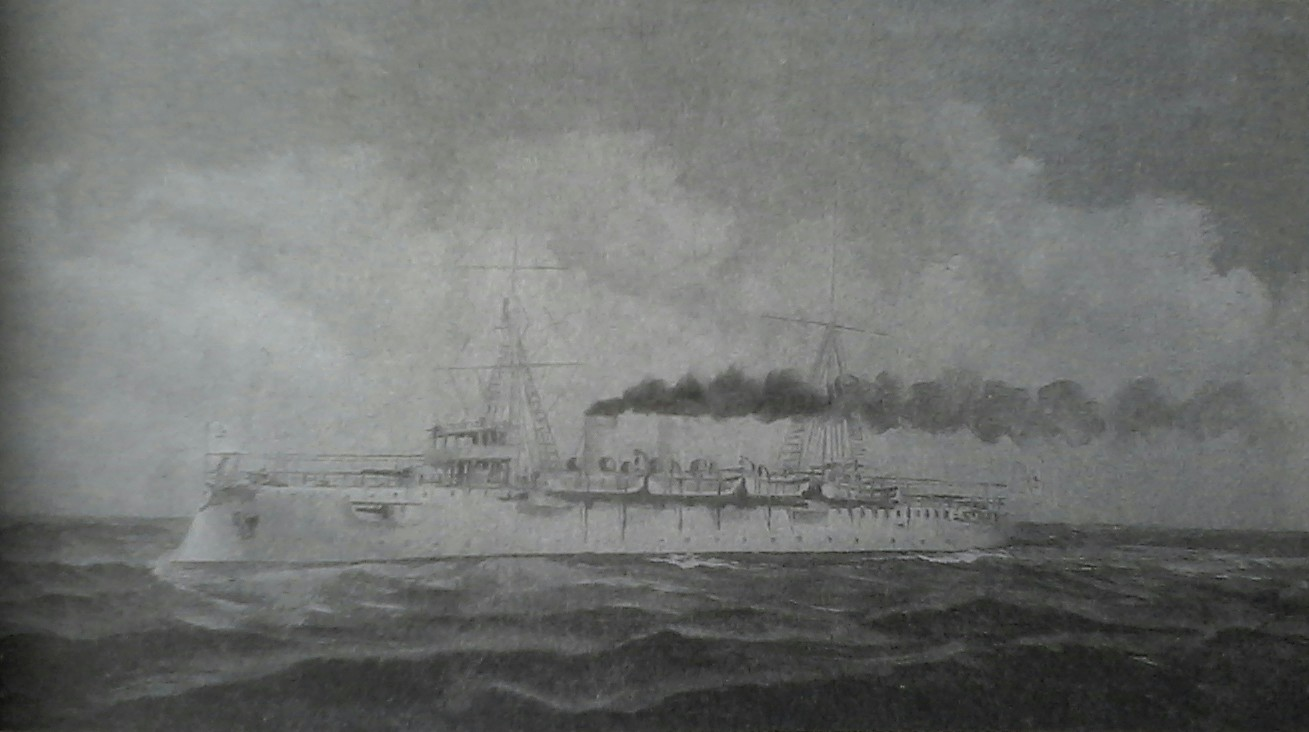
Crucero explorador B.A.P. Almirante Grau 1º.

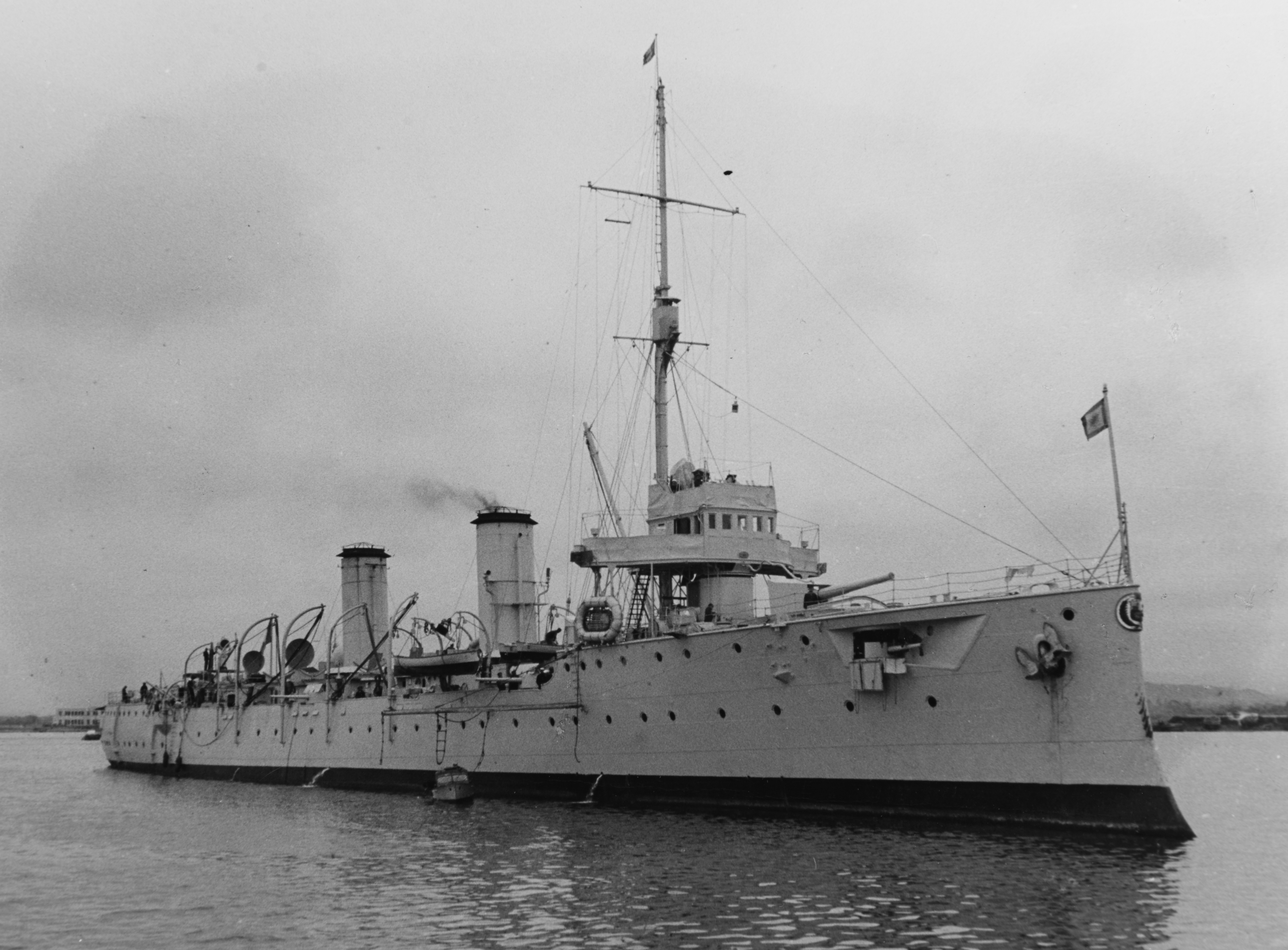
Crucero explorador B.A.P. "Almirante Grau" 1º en 1942.

El BAP Almirante Grau fue un crucero de la clase scout, construido en Inglaterra,  que prestó servicio en la Marina de Guerra del Perú. Fue el primer buque que llevó ese nombre, en honor al héroe máximo del Perú el almirante Miguel Grau Seminario, comandante del monitor Huáscar, que luchó en la guerra del Pacífico.

## Datos históricos

### Antecedentes
En tiempos del mariscal Ramón Castilla, la Marina de Guerra del Perú estaba considerada como una de las más poderosas de América, pero como consecuencia de la guerra del guano y del salitre los buques de guerra fueron hundidos por sus tripulaciones para evitar que sean capturados por el enemigo.
A fin de poner término a esta situación el Perú adquirió un par de transportes: Vilcanota (1884) y Perú (1885). En 1888, llegó al Callao el crucero Lima, adquirido durante el conflicto con Chile y que fuera retenido por Gran Bretaña durante la contienda. En los años siguientes se incorporaron los transportes Chalaco y Constitución (1894) e Iquitos (1905), sin embargo, ya entrado el siglo XX, varias de estas unidades fueron dadas de baja. También en esta época, el Perú tuvo enfrentar conflictos con Chile y Ecuador, lo que motivó a las juntas patrióticas a recaudar dinero para adquirir nuevas unidades navales.

### Construcción y llegada al Perú
En 1904, el presidente peruano José Pardo y Barreda autorizó la adquisición de los dos cruceros gemelos, que llevarían los nombres de Almirante Grau y BAP Coronel Bolognesi, encargándose a la empresa inglesa Vickers Sons Armstrong & Maxim Limited su construcción, la cual se llevó a cabo en los astilleros de Barrow in Furness.
El Almirante Grau fue botado el 27 de marzo de 1906, y zarpó en convoy junto al Coronel Bolognesi al puerto del Callao, arribando el 10 de agosto de 1907.
El Coronel Bolognesi y su gemelo fueron durante muchos años el orgullo de la Marina peruana de guerra. Su construcción había sido supervisada por el contralmirante Melitón Carvajal Ambulodegui, que sería el artífice de la reconstrucción de la flota del Perú. Las dos unidades presentaban todavía muchos elementos del crucero protegido, pero eran más sólidas, estaban mejor artilladas y poseían mayor autonomía que los scouts (exploradores) británicos contemporáneos, ligeramente más lentos.
Los “Grau” resultaron ser óptimas unidades, aunque periódicamente tuvieron que ser sometidos a revisión y trabajos de mantenimiento, y durante medio siglo fueron los buques más representativos de la Marina peruana de guerra. De las diversas modernizaciones parciales a las que fueron sometidos durante su vida operativa, la más significativa fue la que se hizo en 1935 con el emplazamiento de varias armas antiaéreas. Durante la Segunda Guerra Mundial, el puente de mando fue reconstruido y se sustituyó el palo proel por uno trípode.

### Visita oficial a Chile
En 1930, formó parte de la comitiva que partiría junto con el crucero Coronel Bolognesi y los submarinos R-1, R-2, R-3 y R-4 hacia el puerto chileno de Valparaíso, en una visita oficial con motivo de la firma del Tratado de Lima que fuera suscrito entre Perú y Chile.

### Acciones navales

#### Campaña militar del nororiente de 1932
En 1932, el crucero recibiría su bautismo de fuego, al intervenir en el conflicto con Colombia, junto con los submarinos R-1 y R-4, navegando por el Atlántico e internándose en el río Amazonas. Allí se enfrentó a mercenarios contratados por el Estado colombiano.

#### Campaña militar del norte y del nororiente de 1941
Al estallar el conflicto con Ecuador en 1941, este crucero, junto con el destructor Almirante Guise, se hallaba completando su recorrido y carenado anual en la Base Naval del Callao, dirigiéndose el 23 de julio hacia Paita, incorporándose al teatro de operaciones.
Con su base en Zorritos, efectuó operaciones, sin retirarse hasta la base en el Callao, pues tomaría parte, con los demás buques de la Escuadra, en la realización de patrullajes en el norte peruano a causa de la Segunda Guerra Mundial.

### Baja
Tras más de 50 años de servicio, fue dado de baja en 1958 junto a su gemelo, el Coronel Bolognesi.

### Buques de la clase
BAP Coronel Bolognesi